# Kurt Stange
Kurt Stange, auch Kurt Friedrich Wilhelm Stange, (* 6. Juni 1907 in Erfurt; † 23. Juni 1974 in Aachen) war ein deutscher Statistiker und Hochschullehrer.

## Leben
Stange wurde 1931 bei dem Strömungsmechaniker Ludwig Prantl in Göttingen mit dem Dissertationsthema „Der Spannungszustand einer Kreisringschale“ promoviert. Er wurde bei Karl Klotter am Institut für Mathematik und technische Anwendungen der Technischen Hochschule Karlsruhe Assistent. Am 23. Januar 1950 habilitierte er mit Arbeiten „Über das Ausgleichen fehlerhafter Meßreihen“ an der Technischen Hochschule Karlsruhe. Dort übernahm er in den Jahren 1952 bis 1954 als Privatdozent für Angewandte Mathematik und Mechanik Lehraufgaben im Bereich der Mathematik, darunter die ersten Stochastik-Vorlesungen an der Technischen Hochschule Karlsruhe.
1954 wurde an die Technische Universität Berlin auf eine Professur für Statistik berufen, wo er ab 1. April 1954 Extraordinarius und ab 1. Oktober 1958 Ordinarius für Statistik war. Von 1957 bis 1962 war er Direktor des Instituts für angewandte Statistik und Wirtschaftsmathematik.
Im Jahr 1962  wurde er auf eine Professur für Technische Statistik an der Technischen Hochschule Aachen berufen, wo er bis zu seiner Emeritierung lehrte.

## Veröffentlichungen (Auswahl)
- Mit Ulrich Graf, Hans-Joachim Henning: Formeln und Tabellen der mathematischen Statistik. 2. Auflage. Springer-Verlag, Berlin / Heidelberg 1966, ISBN 978-3-642-49376-8, doi:10.1007/978-3-642-49654-7.
- Angewandte Statistik – Erster Teil: Eindimensionale Probleme. Springer, Berlin 1970, ISBN 978-3-642-85603-7.
- Angewandte Statistik – Zweiter Teil: Mehrdimensionale Probleme. Springer, Berlin 1971, ISBN 978-3-540-05297-5.
- Kontrollkarten für messbare Merkmale (= Hochschultext). Springer-Verlag, Berlin / Heidelberg / New York 1975, ISBN 978-3-540-07353-6.
- Bayes-Verfahren – Schätz- und Testverfahren bei Berücksichtigung von Vorinformationen (= Hochschultext). Springer-Verlag, Berlin / Heidelberg / New York 1977, ISBN 978-3-540-07353-6, doi:10.1007/978-3-642-66414-4.
- Mit Ulrich Graf, Hans-Joachim Henning, Peter-Theodor Wilrich: Formeln und Tabellen der angewandten mathematischen Statistik. 3. Auflage. Springer-Verlag, Berlin / Heidelberg 1987, ISBN 978-3-540-16901-7.